# Cerianthus
Cerianthus is een geslacht van neteldieren uit de klasse van de Anthozoa (bloemdieren).

## Soorten
- Cerianthus bathymetricus Mosley, 1877
- Cerianthus brasiliensis Mello-Leitão, 1919
- Cerianthus filiformis Carlgren, 1924
- Cerianthus incertus Carlgren, 1932
- Cerianthus japonicus Carlgren, 1924
- Cerianthus lloydii Gosse, 1859
- Cerianthus malakhovi Molodtsova, 2001
- Cerianthus medusula (Klunzinger, 1877)
- Cerianthus membranaceus (Spallanzani, 1784)
- Cerianthus mortenseni Carlgren, 1924
- Cerianthus natans Verrill, 1901
- Cerianthus punctatus Uchida, 1979
- Cerianthus roulei Carlgren, 1912
- Cerianthus stimpsoni Verrill, 1866
- Cerianthus stimpsonii Verrill, 1865
- Cerianthus sulcatus Kwietniewski, 1898
- Cerianthus taedus McMurrich, 1910
- Cerianthus valdiviae Carlgren, 1912
- Cerianthus vas McMurrich, 1893
- Cerianthus vogti Danielssen, 1890